# Arremon atricapillus
El cerquero cabecinegro o saltón cabecinegro (Arremon atricapillus) es una especie de ave paseriforme de la familia Passerellidae endémica de los Andes de Colombia y Panamá.

## Hábitat
Se encuentra en el sotobosque de los bosques húmedos de montaña, especialmente cerca de los bordes, en altitudes entre los 300 y 1.200 metros, en Colombia y este de Panamá.

## Taxonomía
Hasta hace poco, el Arremon atricapillus fue colocada en el género Buarremon.
El cerquero cabecinegro anteriormente se consideraba una subespecie del Arremon torquatus, pero la distribución de las dos se aproximan entre sí, estrechamente en Colombia, sin evidencia de intergradación. Ahora se conosidera una especie separada que incluye tacarcunae además de la nominal, restringido a Colombia y el este de Panamá.